# Curtara cresana
Curtara cresana är en insektsart som beskrevs av Delong 1980. Curtara cresana ingår i släktet Curtara och familjen dvärgstritar. Inga underarter finns listade i Catalogue of Life.